# Floripa Chess Open
Das Floripa Chess Open ist ein brasilianisches Schachturnier. Es findet jährlich in der Stadt Florianópolis statt und normalerweise im Januar eines jeden Jahres. Es gilt als das größte offene Schachturnier in Brasilien (nach Teilnehmerzahl). Es steht Schachspielern aus der ganzen Welt und allen Genres offen. Das Turnier bietet 10 Runden und in jeder Runde 90 Minuten für jeden Schachspieler. Außerdem hat es eine 30-Sekunden-Inkrementierung für jeden Zug.

## Geschichte
Das Floripa Chess Open wurde im Januar 2015 in Brasilien ins Leben gerufen. Es wurde als Schweizer Systemschachturnier organisiert. Es berücksichtigt die Berechnung der nationalen Elo-Rangliste (EloN) und der internationalen Elo-Rangliste (Elo I). Die erste Ausgabe fand im Sportkomplex Rozendo V. Lima des Nationalen Bildungsinstituts von Santa Catarina in Florianópolis statt. Diese Ausgabe war geprägt von der starken Hitze des brasilianischen Tropenklimas. Der erste Wettbewerb hatte 261 Spieler und hatte bereits zwei US-Amerikaner in der Nähe des Titels: Robert Hungaski und Raven Sturt. Es findet aktuell (Stand: 2022) im Lira Tênis Clube in Florianópolis statt und wird vom Weltschachbund FIDE unterstützt. Insgesamt hat das Turnier sechzehn verschiedene Länder beherbergt.

## Floripa-Meister
| Jahr | Meister                     | Vizemeister                 | Verweise |
| ---- | --------------------------- | --------------------------- | -------- |
| 2015 | Andrés Rodríguez Vila       | Neuris Delgado Ramírez      |          |
| 2016 | Julio Ernesto Granda Zúñiga | Axel Bachmann               | [ 1 ]    |
| 2017 | Axel Bachmann               | Alexei Schirow              | [ 2 ]    |
| 2018 | Andrés Rodríguez Vila       | Julio Ernesto Granda Zúñiga |          |
| 2019 | Alexandr Fier               | Julio Ernesto Granda Zúñiga |          |
| 2020 | Guillermo Vazquez           | Neuris Delgado Ramírez      |          |
| 2021 | Alexandr Fier               | Raven Sturt                 | [ 3 ]    |
| 2022 | Krikor Mekhitarian          | Robert Hungaski             | [ 4 ]    |